# Fregată

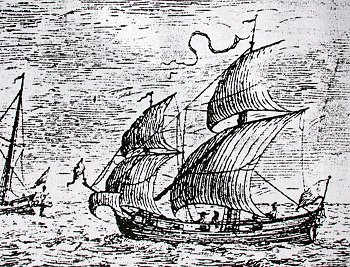
Fregată cu vele din sec. XVII

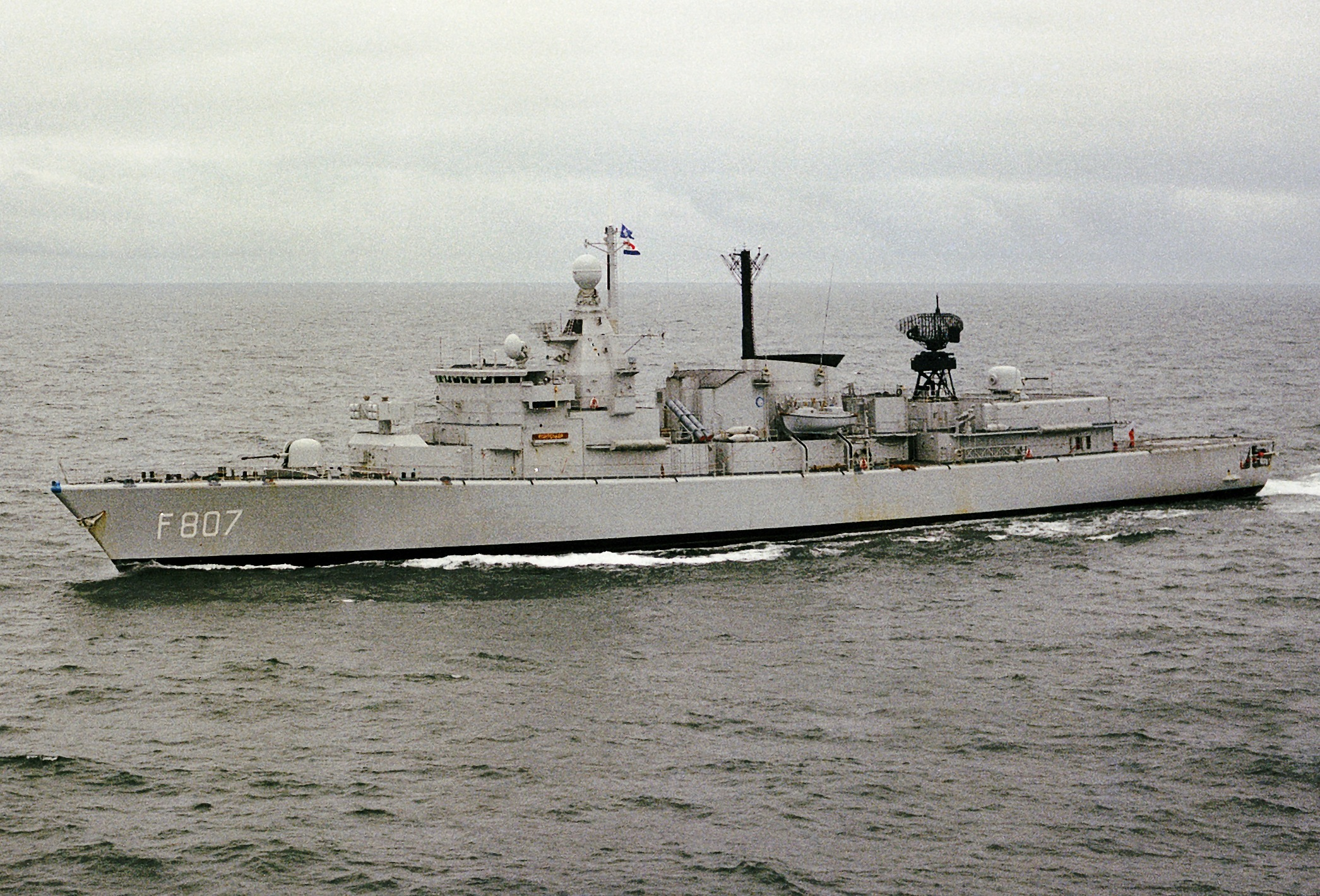
Fregată modernă clasa Kortenaer

În trecut, prin fregată s-a înțeles o navă de război, velier cu trei catarge, rapidă, dotată cu artilerie puternică, a cărei clasă este intermediară între navă de linie și corvetă. Primele fregate au apărut la începutul secolului al XVI-lea și erau destinate acțiunilor de recunoaștere (de urmărire), pază și de legătură între navele mari. Deplasamentul era de maxim 250 t, lungime de 55 m și viteza de 18 Nd. A fost folosită până în secolul al XVII-lea, când i s-au mărit dimensiunile și a fost transformată în navă de linie. 
În prezent, fregata este o navă militară de tonaj mic, manevrabilă și rapidă. Fregatele sunt folosite pentru paza coastei, patrulare și de legătură între navele militare mari, apărarea convoaielor, sprijinirea debarcărilor. Deplasamentul unei fregate moderne este de ordinul a 5000 tdw și nava este similară unui distrugător.
Are la bord armament antiaerian (tunuri și rachete) și antisubmarin.